# 石橋脩平
石橋 脩平（いしばし しゅうへい、1987年3月28日 - ）は、日本の元俳優、タレント。東京都出身。身長187cm、血液型B型。

## 人物
- 小学生の頃にアメリカに住んでいたことがある[2]。
- 趣味はバスケットボール、ピアノ、ギター、写真、時計づくり[1]。
- 特技はバスケットボール、英語[1]。

## 作品

### テレビドラマ
- ファイブ（NHK総合・2008年）

### バラエティ
- イケメンデルの法則〜恋に苦しむハンサムなエンドウ豆たち〜（関西テレビ・2009年）

### 舞台
- DEAR BOYS（2007年）　- 瑞穂高校2年 石井努 役
- DEAR BOYS〜vs. EAST HONMOKU〜（2008年）　- 瑞穂高校2年 石井努 役
- 遙かなる時空の中で2（2011年）　- 八葉源頼忠 役
- 裏切りは僕の名前を知っている（2011年）　- 祗王橘 役
- 裏切りは僕の名前を知っている Vol.2（2012年）　- 祇王橘 役（映像出演）

### 写真集
- 『刹那』（2008年）ハービー山口

### PV
- ハマー・ジャパン HUMMER COMPLEX （2009年）

### インターネットテレビ
- あっ!とおどろく放送局『みんなの願いを叶えたい!〜日曜〜』（2009年） - アシスタント
- CHALLENGER'S TV "beehive" Episode-1（2009年 - 2010年） - メインパーソナリティ
- CHALLENGER'S TV "beehive" Episode-2（2010年） - メインパーソナリティ
- STAR WARS×The 501st Legion Japanese Garrison "FAR EAST OF THE EMPIRE"（2012年） - MC・メインパーソナリティ